# República de Tawantisuyo
A República de Tawantisuyo é uma iniciativa formulada pelo líder aimará boliviano Román Loayza e que visa criar um estado no território onde outrora existiu o Império Inca (ou Tawantisuyo). Além da Bolívia, a república englobaria partes expressivas do Peru, Equador e Colômbia.